# Пейдж, Дженнифер
Дже́ннифер Пейдж Ско́ггинс (англ. Jennifer Paige Scoggins; 3 сентября 1973, Мариетта, Джорджия, США) — американский автор-исполнитель и актриса

.

## Биография
Дженнифер Пейдж Скоггинс родилась 3 сентября 1973 года в Мариетте (штат Джорджия, США) в семье коммерческого подрядчика Айры Скоггинса (1946 — 2008) и его жены Нормы (1949 — 2008). У Дженнифер есть старший брат — Чэнс Скоггингс, автор-исполнитель и музыкальный продюсер. Она окончила «Pebblebrook High School», где изучала вокал, танцы и драму. Мать Дженнифер скончалась в январе 2008 года от лёгочной гипертонии в 58-летнем возрасте, её отец скончался 18 дней спустя от болезни сердца в 61-летнем возрасте.

## Карьера
В 5-летнем возрасте Дженнифер начала выступать в качестве певицы вместе со своим братом Чэнсом в местных кафе. В 17-летнем возрасте, она путешествовала по стране с «Top 40» и в итоге поселилась в Лос-Анджелесе (штат Калифорния, США).
В августе 1996 года она выступила в Атланте (штат Джорджия, США) перед 50 тыс. человек на Олимпийских играх. Вскоре подписала свой первый контракт.
Её дебютный альбом «Jennifer Paige» был выпущен в августе 1998 года. Первый сингл «Crush» стал хитом, а два других сингла, «Sober» и «Always You», достигли №6 в «Hot Dance Club Songs».
Дженнифер гастролировала по всему миру, она пела для Иоанна Павла II в Ватикане, была номинирована на премию «World Music Awards» в номинации «Лучший новый артист».
Её второй альбом, «Positively Somewhere», вышел в сентябре 2001 года в США. Позже альбом вышел в европейских странах.
В 2003 году Дженнифер выпустила сборник своих самых известных песен под названием «Flowers (The Hits Collection)». В том же году певица расторгла контракты с лейблами «Hollywood Records» и «Edel Music». Свою карьеру в качестве певицы в это время Дженнифер прекратила и занималась написанием песен для других артистов.
В 2007 году Дженнифер вернулась к карьеры певицы и в апреле 2008 года в Германии, Австрии и Швейцарии вышел её третий альбом «Best Kept Secret». Альбом был переиздан в подарочном издании в ноябре 2009 года. В альбоме появился новый сингл «Beautiful Lie» с Ником Картером и новая версия хита «Crush».
В 2010 году Дженнифер сообщила, что она вместе с Кори Палермо сформировала группу «The Fury». Их дебютный сингл «Silent Night» был выпущен 30 ноября 2010 года.

## Личная жизнь
Дженнифер замужем, муж — Джейсон. У супругов есть дочь — Стелла Роуз (род. 5 октября 2014).
В 2010 году Дженнифер был поставлен диагноз «рак кожи». Она перенесла несколько операций по удалению участков кожи, поражённых раком, а затем прошла курс лечения. Сейчас она находится в состоянии ремиссии.

## Дискография

### Альбомы
- 1998 — Дженнифер Пейдж[англ.]
- 2001 — Positively Somewhere[англ.]
- 2008 — Best Kept Secret[англ.]
- 2012 — «Holiday»
- 2017 — «Starflower»

### Сборники
- 2003 — Flowers (The Hits Collection)[англ.]

## Фильмография
| Год  |   | Русское название    | Оригинальное название | Роль       |
| ---- | - | ------------------- | --------------------- | ---------- |
| 1999 | ф | Перекати поле       | Tumbleweeds           | Медсестра  |
| 2002 | ф | Деревенские медведи | The Country Bears     | Официантка |